# Авангард (футбольний клуб, Жовті Води)

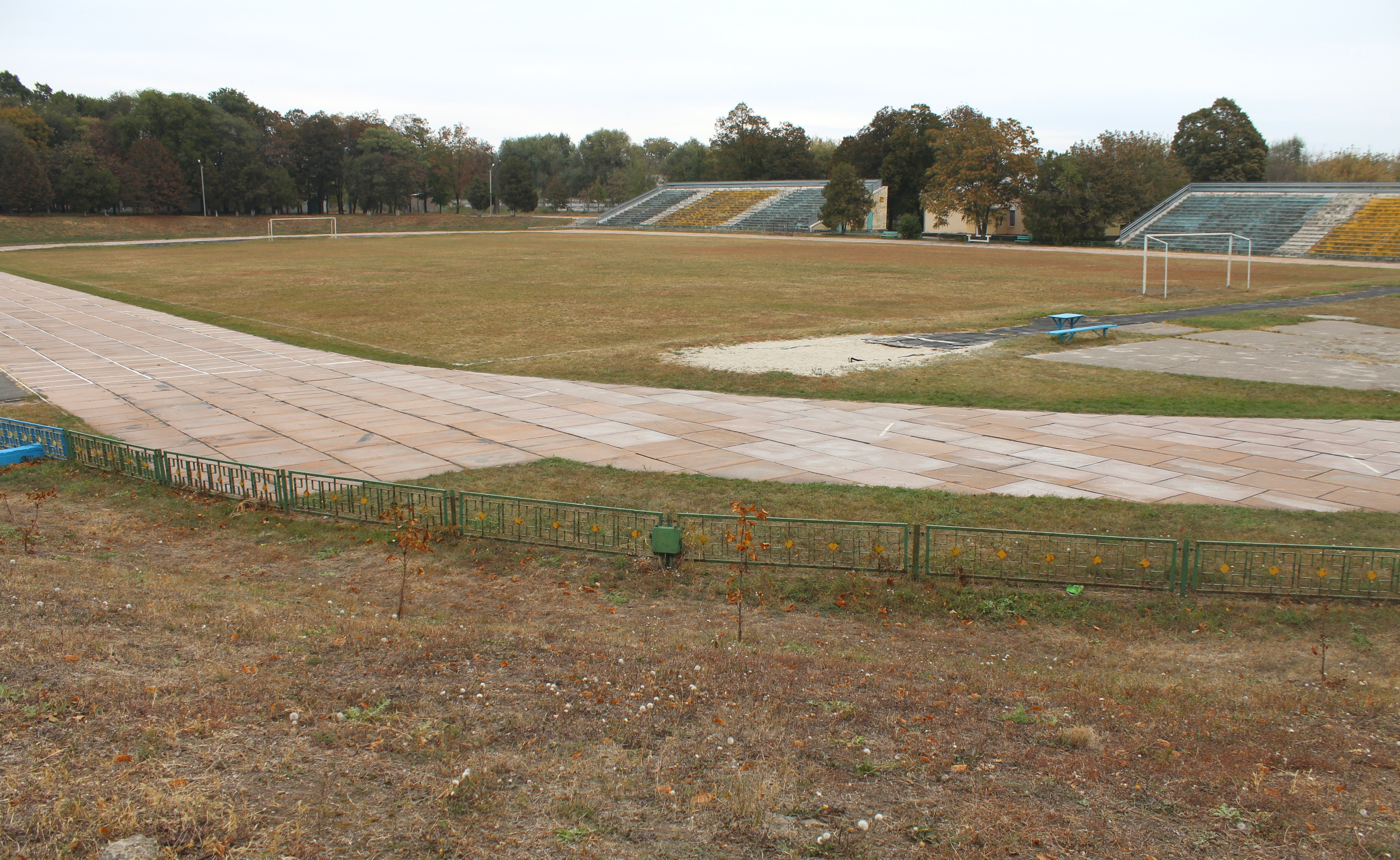
стадіон «Авангард», Жовті Води

«Авангард» — український футбольний клуб з міста Жовті Води (Дніпропетровська область).
Учасник чемпіонату СРСР серед команд майстрів класу «Б» 1960 — 1966 , 1969 — 1970 рр. Учасник чемпіонату СРСР серед команд класу «А» (1967 — 1968 рр).
Учасник чемпіонату УРСР і Кубку УРСР
Перед сезоном 1995/96 клуб об'єднався з командою «Спортінвест» з Кривого Рога під назвою «Сіріус».
У 2010 році відроджена під історичною назвою «Авангард» Жовті Води.

## Колишні назви
- 1956—1970: «Авангард» Жовті Води
- 1992—1994: «Сіріус» Жовті Води
- 4 червня 1995—1995: «Сіріус» Кривий Ріг
- З 2010: «Авангард» Жовті Води

## Історія
У 1954 році в селищі Жовта Річка (з 1957 року місто Жовті Води) почалося будівництво спортивного комплексу. 2 травня 1956 року споруда була побудована. Це був один з кращих на той момент спортивних комплексів в республіці: два футбольних поля, гімнастичний майданчик, волейбольні, баскетбольні, тенісні майданчики, відкритий плавальний басейн. Став питання про створення футбольної команди.
Саме 1956 рік слід вважати початком майбутньої команди майстрів «Авангард» Жовті Води. Першим тренером створеної команди став — К. М. Кольбус. Потім його замінив москвич Микола Іванович Тимошин. Він привіз з собою першу групу «легіонерів» — Олександра Луніна, Віктора Рикіна і Віктора Фоміна. Перед командою було поставлено завдання якомога успішніше виступити в обласних і республіканських змаганнях. До початку сезону 1957 року у Жовтих Водах з'явилася ще одна група москвичів — Геннадій Кирилов, Володимир Тупічев, Анатолій Казаков, Вадим Щедрін. Із Запоріжжя прибули — Віктор Стрижак, Анатолій Гаврюк, Леонід Трипільський, а з Одеси — досвідчені Володимир Галицький та Леонтій Добров.
Сезон 1957 року жовтоводці провели в обласних змаганнях. Для участі в чемпіонаті України серед КФК необхідно було перемогти в обласному чемпіонаті. Зробити це команді Жовтих Вод завадили сусіди — команда криворізького рудника імені Карла Лібкнехта. Друга можливість вийти в другий республіканський турнір — Кубок України — так само закінчилася невдачею. Команді потрібно було виграти Кубок Дніпропетровщини. Жёлтоводци впевнено провели попередні ігри обласного розіграшу, але в фіналі в другому матчі поступилися футболістам дніпропетровського «Машинобудівника» — 1: 2.
З 1958 року команда стала називатися «Авангард». Тоді ж прийшли і перші успіхи. Команда виграла весняний обласний чемпіонат і отримала путівку на чемпіонат УРСР середовищ команд КФК. Паралельно «Авангард» успішно виступав і в розіграші Кубка Дніпропетровської області, але у фінальному матчі поступився нікопольському «Металургу».
Дебют в республіканському першості вийшов вдалим: перемога над запорізьким «Будівельником» — 5: 0. Зональний турнір в гострому суперництві з Краматорська командою дебютанти виграли, а в півфінальному турнірі фінішували четвертими (з шести колективів). Сезон 1958 був завершений перемогою в осінньому чемпіонаті області.

### 1959
1959год став для жовтоводців тріумфальним. Спочатку був виграний обласний чемпіонат: 15 перемог, різниця м'ячів 95-7.
Не забарився старт в чемпіонаті України серед КФК. Жовтоводці виступали в 5-й зоні і за два тури до фінішу забезпечили собі перше місце. Півфінальний турнір проводився в Дрогобичі з 17 по 24 жовтня. Жовтоводці залишили позаду себе в турнірній таблиці господарів, мелітопольський «Буревісник», «Спартак» з Харкова і клубну команду («Жовтневий район») з Києва.
Через 4 дні в фінальному турнірі в Києві зустрілися чотири кращі команди — СКВО (Одеса), «Торпедо» (Харків), «Нафтовик» (Дрогобич) і «Авангард» (Жовті Води). Уже в першій грі зробили значну заявку на чемпіонство, розбивши «нафтовиків» з Дрогобича — 7:2. У другому матчі була переможена команда Харківського тракторного заводу — 2:1. У заключному турі — здобули нічию в поєдинку з армійцями Одеси — 0:0. Ця нічия стала для «Авангарду» «золотою». Клуб став чемпіоном України і за регламентом завоював місце в союзному чемпіонаті на наступний сезон.
У тому сезоні «Авангард» міг реально зробити дубль, ставши володарем і Кубка УРСР. Навесні обіграли у фіналі Кубка області команду БКХЗ (Дніпродзержинськ) — 6:0 і отримали право представляти область у республіканському кубку. На шляху до фіналу «Авангарду» серйозно протистояти змогла лише в 1/16 фіналу кіровоградська «Зірка», яка здалася лише в додатковий час — 3:2. Фінал відбувся 16 серпня 1959 року в Жовтих Водах. У цьому матчі гості — «Шахтар» Коростишів — грав на контратаках, і зміг перемогти 2:1. Кубок поїхав на Житомирщину.

### 1960—1970
У 1960 році «Авангард» дебютував в Класі «Б». Перший сезон став більш ніж вдалим. Команда, яка представляла навіть не районний центр, а містечко, ще два роки тому — селище міського типу, зайняла 5 місце з 19 команд 2 української зони класу «Б». У 1962 клуб поповнився молодим Володимиром Бражниковим і вже погравшим на високому рівні Володимиром Коваленко.
За цей період «Авангард» провів ще десять сезонів поспіль в чемпіонатах країни, ставав призером чемпіонату України (1965 рік), чемпіоном (1966 рік), два сезони (1967—1968 рр.) Виступав у другій групі класу «А». У 1970 році команда була розформована

### «Сіріус»
У першому чемпіонаті України серед КФК в сезоні 1992/93 Жовті Води представляла команда «Сіріус». Клуб став переможцем своєї зони і завоював місце в перехідній лізі. Цей турнір також був виграний з першої спроби. Сезон у другій лізі для команди Жовтих Вод закінчився достроково. Останні свої матчі на домашньому "Авангарді" у Жовтих Водах команда провела 7го і 10го травня. 18 травня 1995 року «Сіріус» Жовті Води провів свій останній матч — у Запоріжжі поступилися місцевому «Віктору». Потім 2 матчі «Сіріус» не виїжджав на матчі, а з 4 червня офіційно представляв уже Кривий Ріг, об'єднавшись з аматорським «Спортінвестом» з Кривого Рогу. Так чемпіонат завершила команда «Сіріус» Кривий Ріг, яка виступила в останніх 6-ти матчах. У наступному ж чемпіонаті повноцінно виступав «Спортінвест»
Статистика виступів команди з Жовтих Вод:
| Сезон                        | Чемпіонат | Чемпіонат | Чемпіонат | Чемпіонат | Чемпіонат | Чемпіонат | Чемпіонат | Чемпіонат | Кубок        | Кубок | Кубок | Кубок | Кубок | Кубок | Кубок | Примітка                     |
| Сезон                        | Ліга      | Місце     | І         | В         | Н         | П         | М         | О         | Етап         | І     | В     | Н     | П     | М     | О     | Примітка                     |
| ---------------------------- | --------- | --------- | --------- | --------- | --------- | --------- | --------- | --------- | ------------ | ----- | ----- | ----- | ----- | ----- | ----- | ---------------------------- |
| 1993/94                      | Перехідна | 1 з 18    | 34        | 20        | 11        | 3         | 56−25     | 51        | —            | —     | —     | —     | —     | —     | —     |                              |
| 1994/95                      | Друга     | 16 з 22   | 42        | 13        | 6         | 23        | 40−57     | 45        | 1/128 фіналу | 1     | 0     | 1     | 0     | 1−1   | 1     |                              |
| в т.ч. «Сіріус» (Жовті Води) |           |           | 34        | 12        | 4         | 18        | 34-44     | 40        | 1/128        | 1     | 0     | 1     | 0     | 1-1   | 1     | остання гра — 29 травня 1995 |
| в т.ч. «Сіріус» (Кривий Ріг) |           |           | 8         | 1         | 2         | 5         | 6-13      | 5         | —            | 0     | 0     | 0     | 0     | 0     | 0     |                              |
| Всього                       |           |           | 68        | 32        | 15        | 21        | 90-69     | 91        |              | 1     | 0     | 1     | 0     | 1-1   | 1     |                              |

### Відродження
У 2010 році за підтримки керівництва Східного гірничо-збагачувального комбінату в Жовтих Водах був відроджений «Авангард». Команда в тому ж році стартувала в чемпіонаті області.

## Досягнення
- Чемпіонат УРСР 
  - Чемпіон — 1959, 1966
  - Бронзовий призер — 1965

- Кубок УРСР 
  - Фіналіст — 1959

- Чемпіонат Дніпропетровської області
  - Переможець — 1958, 1959, 1989

- Кубок Дніпропетровської області
  - Володар — 1959

- Чемпіон Центральної ради «Авангард» — 1961, 1962 рр.

- Чемпіон Центральної ради фізкультури і спорту — 1971, 1972, 1973

- Володар Кубка космонавта Поповича — 1965

- Володар призу газети «Молодь України» — (найрезультативнішою командою чемпіонату України(УРСР) і класу «Б» Чемпіонату СРСР) — 1965[джерело?]

### Гравці
Найкращий бомбардир в іграх чемпіонатів СРСР Анатолій Помазан — 61 м'яч.
- Рекордсмен за забитими м'ячами протягом одного сезону Анатолій Помазан 20 м'ячів (1960 г.).
- Рекордсмен за кількістю виступів в іграх чемпіонатів країни — Юрій Варакута — 262 гри.
- 14 гравцям присвоєно звання майстрів спорту СРСР — 1966 р.